# 铁竹
铁竹（学名：Ferrocalamus strictus）为禾本科铁竹属下的一个种。

## 扩展阅读
- 維基物種上的相關：铁竹